# KVP-jongerenorganisatie
De KVP-Jongerenorganisatie was de politieke jongerenorganisatie van de Katholieke Volkspartij, opgericht na het einde van de Tweede Wereldoorlog. In 1980 ging de vereniging op in het Christen Democratisch Jongeren Appèl (CDJA).

## Oprichting
Al voor de omschakeling van de vooroorlogse Rooms-Katholieke Staatspartij (RKSP) naar Katholieke Volkspartij in 1945 was er in de partij een jongerencommissariaat ingesteld, toebedeeld aan J.R. Robert.
Jongeren die zich vanaf 1945 hadden ingezet voor de Katholieke Volkspartij (KVP) wilden een eigen organisatie vormen.
Zo'n organisatie werd voor de KVP echter gevaarlijk geacht: er zou een partij binnen de partij kunnen ontstaan. Op 10 mei 1947 werd de Jongerenorganisatie echter officieel erkend door de partijraad van de KVP.

### Integratie in de KVP in 1959
In 1959 besloot de partij dat de jongerenorganisatie moest integreren in de KVP. De reorganisatie die eind dat jaar plaatsvond zorgde ervoor dat de jongeren op alle niveaus in de partij vertegenwoordigd waren. Dat gebeurde met instemming van de jongeren zelf, die het gevoel hadden gefaald te hebben in het beïnvloeden van de KVP. Het werk van de nieuwe geïntegreerde organisatie, voortaan KVP-Jongerengroepen (KVPJG) genoemd, won door het werk van de Centrale Jongeren Groep onder leiding van Gerard Woertman binnen de KVP aan prestige.

### Scheuring van de jongerenorganisatie in 1968
Op het Jongerencongres van 1965, met als een van de onderwerpen ‘het karakter der KVP’, bleek dat ongeveer 40% voor een alternatief voor christendemocratische samenwerking was. Dit alternatief hield een ontwikkeling via de weg van deconfessionalisering in. Toen door de ‘verjonging’ van de Centrale Jongeren Groep de vernieuwers ook in dit bestuur terechtkwamen, trok de KVPJG een meer eigenzinnige koers dan voorheen.

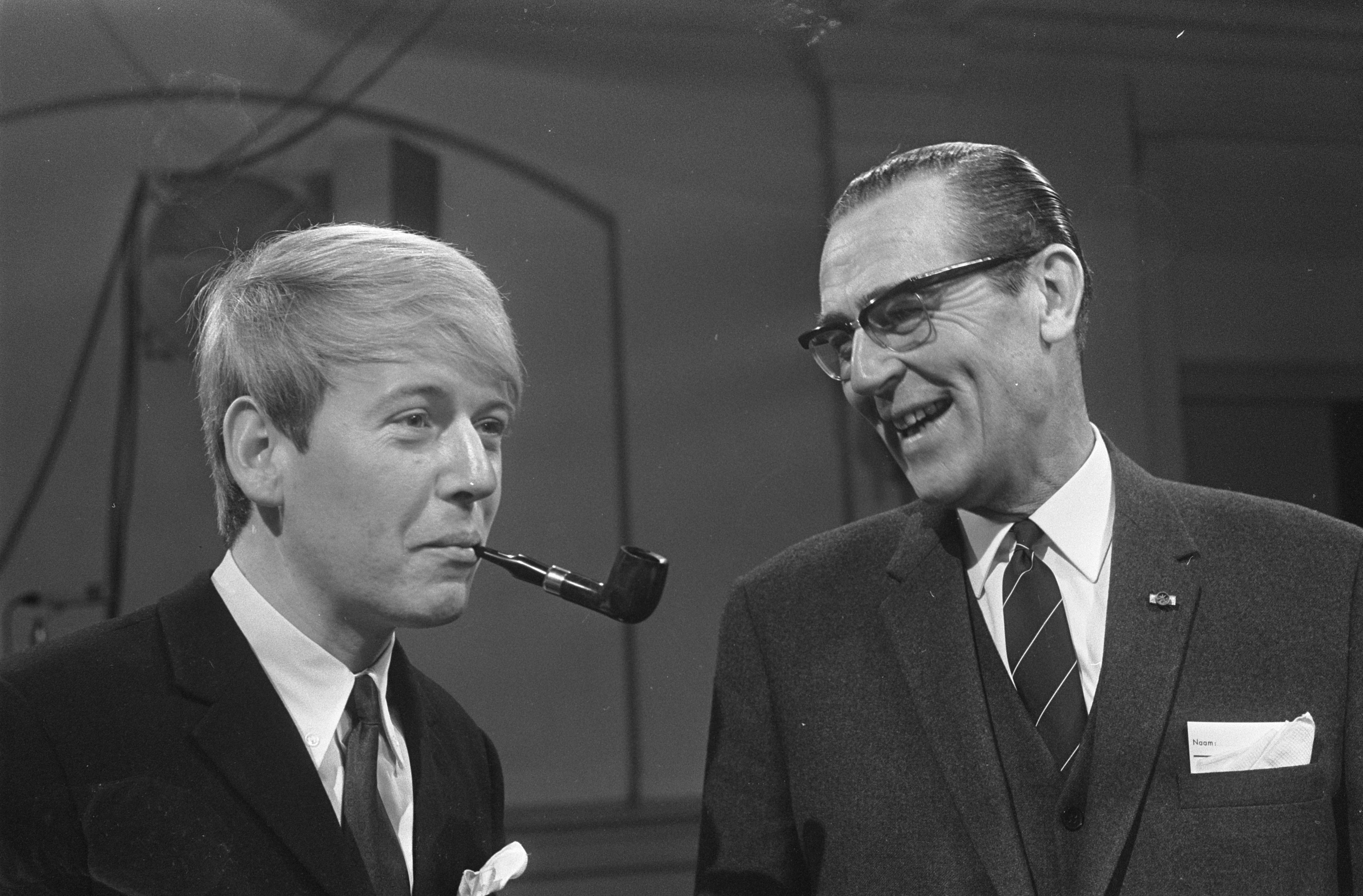
Harry Gielen met Piet Aalberse (december 1967)

Er ontstonden drie facties: een stroming die de principes van het Democratisch Centrum Nederland aanhing (opgericht in 1966 door hoogleraar staats- en bestuursrecht Wim Couwenberg, die pleitte voor een neutrale centrumpartij), een stroming die de weg van christendemocratisch samengaan volgde en een stroming die een progressieve politiek wilde en samenwerking met progressieve partijen. De laatste twee stromingen bleken uiteindelijk ongeveer even groot, met de DCN-stroming als een redelijk grote minderheid. De DCN-groep kreeg echter een belangrijke spilfunctie. Toen bleek dat een van de twee stromingen, de radicalen of de CDU-richting, het onderspit moest delven, zorgde de groep DCN’ers er in eerste instantie voor dat in december 1967 de tot de anti-radicale stroming behorende voorzitter Harry Gielen moest vertrekken, waarna ze in maart 1968 ervoor zorgde dat de radicalen op het jongerencongres werden ‘weggestemd’. Deze groep kwam grotendeels terecht bij de Politieke Partij Radikalen (PPR).

### Federatievorming met CHJO en opheffing
De KVP-jongeren en de Christelijk-Historische Jongerenorganisatie (CHJO) groeiden na de scheuring naar elkaar toe. Beide jongerenorganisaties namen echter tegenover een christendemocratische samengaan langzamerhand een andere houding aan dan de ARP, CHU en KVP. Ze wilden dat deze partijen snel zouden samengaan, eventueel zonder de ARP. De ARJOS, de jongerenorganisatie van de ARP, wilde haar zelfstandigheid bewaren. De KVPJG en de CHJO wilden het proces van samengaan zonder de ARJOS opstarten, zodat de ARJOS gedwongen zou zijn uiteindelijk mee te gaan. Dit resulteerde in de oprichting van een federatie in 1971. De federatie zou een overgangsfase zijn (van maximaal twee jaar) naar een algehele fusie tussen de twee jongerenorganisaties. Nog voordat de Federatie tot stand gebracht kon worden, werd de subsidie van de KVP aan de jongerenorganisatie gedecimeerd: de subsidie werd terug gebracht van ƒ 40.500,- naar ƒ 10.000,-. De jongerenorganisatie zou wel voor bijvoorbeeld secretariaatswerk gebruik kunnen maken van het bestaande apparaat van de KVP. Politieke problemen, dalende ledentallen en gebrek aan binding met beide moederpartijen zorgde in 1973 voor het opheffen van de federatie en een jaar later voor het (eigenhandig) opheffen van de KVP-jongerenorganisatie.

### Heroprichting en integratie in het CDJA
In november 1976 werd de Stichting Politiek Jongerenwerk KVP opgericht, een jaar later gevolgd door de oprichting van de Vereniging KVP-Jongeren (KVPJO). Het initiatief hiertoe ging opnieuw uit van de leiding van de KVP. Dat werd besloten tot heroprichting van de jongerenorganisatie had te maken met de totstandkoming van het CDA: op deze manier kon worden deelgenomen aan de fusiebesprekingen van de jongerenorganisaties van ARP en CHU. Een tweede reden voor de heroprichting was de instelling in 1976 van overheidssubsidie voor politiek jongerenwerk. In dat jaar werd daarom eerst de Stichting Politiek Jongerenwerk KVP opgericht, die aanspraak maakte op deze subsidie. De Stichting sluisde de subsidie door naar de Vereniging KVP-Jongeren, die in november 1977 was opgericht.
In november 1980 hief de KVPJO zich op en ging zij op in het Christen Democratisch Jongeren Appèl (CDJA).